# Joël Matip
Jop Jöel André Matip (Bochum, 8 augustus 1991) is een Duits-Kameroens voormalig voetballer die doorgaans als centrale verdediger speelt. Hij verruilde Schalke 04 in juli 2016 transfervrij voor Liverpool. Tussen 2010 en 2015 speelde Matip 27 interlands voor Kameroen, waarmee hij deelnam aan het WK 2010 en het WK 2014.

## Clubcarrière

### Schalke 04
Matip speelde in de jeugd van SC Weitmar 45 tot hij in 1997 werd opgenomen in de jeugdopleiding van VfL Bochum. Die verruilde hij drie jaar later voor die van Schalke 04. Matip maakte op 7 november 2009 zijn debuut in het betaald voetbal toen hij met het eerste elftal van Schalke 04 een wedstrijd in de Bundesliga speelde tegen Bayern München. Die wedstrijd eindigde in 1–1, na een doelpunt van Daniel Van Buyten na 34 minuten en een doelpunt van Matip in de 43ste minuut. In zijn debuutseizoen kwam hij tot twintig competitieoptredens. Op 2 maart 2010 ondertekende Matip een 3,5-jarig contract bij Schalke 04.
In 2011 behaalde Schalke 04 de halve finales van de UEFA Champions League, onder andere dankzij een doelpunt van Matip in de kwartfinale tegen Internazionale, en won de club de DFB-Pokal door in de finale met 0–5 van MSV Duisburg te winnen. Matip speelde de volledige wedstrijd toen Schalke 04 na een strafschoppenserie tegen Borussia Dortmund de DFL-Supercup 2011 won. 
Tijdens de seizoenen 2011/12, 2012/13 en 2013/14 speelde hij telkens meer dan dertig competitieduels mee, waarin hij steevast mocht rekenen op een basisplaats. Door blessures speelde hij in het seizoen 2014/15 wat minder wedstrijden. Daarentegen miste hij gedurende het competitieseizoen 2015/16 geen enkele minuut.

### Liverpool
Matip tekende in februari 2016 na 6,5 jaar bij Schalke een contract bij Liverpool. Dat ging in op 1 juli 2016, zodat de Engelse club hem transfervrij in kon lijven. Op 23 augustus 2016 debuteerde Matip voor zijn nieuwe club tegen Burton Albion in de EFL Cup. Vier dagen later speelde hij voor het eerst in de Premier League, bij een 1–1 gelijkspel tegen Tottenham Hotspur. Tegen Crystal Palace op 29 oktober 2016 was Matip voor het eerst trefzeker in het shirt van Liverpool. In zijn debuutseizoen voor de club speelde Matip 29 competitiewedstrijden. 
Vanaf januari 2018 vormde Matip een verdedigingsduo met Virgil van Dijk, alhoewel Dejan Lovren soms de voorkeur kreeg van Jürgen Klopp op de plaats van Matip. In de competitiewedstrijd tegen Crystal Palace op 31 maart 2018 liep Matip een blessure op, waardoor hij de rest van het seizoen moest missen, zo ook de kwart- en halve finales tegen Manchester City en AS Roma en de verloren UEFA Champions League-finale van 2017/18 tegen Real Madrid.
Matip speelde weinig in de eerste seizoenshelft van het seizoen 2018/19, maar was in de tweede seizoenshelft een basisspeler. In de UEFA Champions League-finale van 2018/19 tegen Tottenham Hotspur op 1 juni 2019 gaf Matip de assist bij het doelpunt van Divock Origi. Deze wedstrijd werd door Liverpool met 2–0 gewonnen, waardoor de club voor een zesde keer in de clubgeschiedenis de Europacup I/UEFA Champions League won.
Matip scoorde tegen Manchester City in de FA Community Shield op 4 augustus 2019, maar Liverpool verloor die wedstrijd na een strafschoppenreeks. Op 14 augustus 2019 speelde hij de volledige wedstrijd om de UEFA Super Cup, die door Liverpool na een strafschoppenserie wel werd gewonnen van UEFA Europa League-winnaar Chelsea. In oktober 2019 verlengde de verdediger zijn contract bij The Reds tot medio 2024. Matip kwam in het seizoen 2019/20 vanaf oktober nauwelijks in actie wegens blessures en de voorkeur die Joe Gomez kreeg. In dat seizoen werd Liverpool na een onderbreking wegens de coronapandemie voor het eerst in dertig jaar landskampioen. 
In het seizoen 2020/21 speelde Gomez, evenals teamgenoten op zijn positie Van Dijk en Gomez, ook minder wedstrijden door meerdere blessures, waaronder een blessure vanaf eind januari tot het einde van het seizoen. In zijn zesde seizoen bij Liverpool kwam Matip tot 43 wedstrijden in alle competities, zijn hoogste aantal sinds zijn komst. Hij speelde in dat seizoen in beide Engelse bekerfinales, die Liverpool allebei op strafschoppen won van Chelsea. Hij zat op de bank tijdens de Champions League-finale, die opnieuw verloren ging aan Real Madrid. 
Vanaf het seizoen 2022/23 werd hij niet alleen geplaagd door blessureleed, hij moest ook zijn meerdere herkennen in Van Dijk en Ibrahima Konaté. 

## Clubstatistieken
| Seizoen     | Club          | Competitie     | Competitie | Competitie | Beker | Beker | Continentaal | Continentaal | Overig | Overig | Totaal | Totaal |
| Seizoen     | Club          | Competitie     | Wed.       | Dlp.       | Wed.  | Dlp.  | Wed.         | Dlp.         | Wed.   | Dlp.   | Wed.   | Dlp.   |
| ----------- | ------------- | -------------- | ---------- | ---------- | ----- | ----- | ------------ | ------------ | ------ | ------ | ------ | ------ |
| 2009/10     | FC Schalke 04 | Bundesliga     | 20         | 3          | 2     | 0     | —            | —            | —      | —      | 22     | 3      |
| 2010/11     | FC Schalke 04 | Bundesliga     | 26         | 0          | 4     | 0     | 11           | 1            | 1      | 0      | 42     | 1      |
| 2011/12     | FC Schalke 04 | Bundesliga     | 30         | 3          | 3     | 1     | 13           | 1            | 1      | 0      | 47     | 5      |
| 2012/13     | FC Schalke 04 | Bundesliga     | 32         | 3          | 1     | 0     | 6            | 0            | —      | —      | 39     | 3      |
| 2013/14     | FC Schalke 04 | Bundesliga     | 31         | 3          | 3     | 0     | 8            | 1            | —      | —      | 42     | 4      |
| 2014/15     | FC Schalke 04 | Bundesliga     | 21         | 2          | 1     | 1     | 3            | 0            | —      | —      | 25     | 3      |
| 2015/16     | FC Schalke 04 | Bundesliga     | 34         | 3          | 2     | 0     | 5            | 1            | —      | —      | 41     | 4      |
| Club totaal | Club totaal   | Club totaal    | 194        | 17         | 16    | 2     | 46           | 4            | 2      | 0      | 258    | 23     |
| 2016/17     | Liverpool FC  | Premier League | 29         | 1          | 3     | 0     | —            | —            | —      | —      | 32     | 1      |
| 2017/18     | Liverpool FC  | Premier League | 25         | 1          | 2     | 0     | 8            | 0            | —      | —      | 35     | 1      |
| 2018/19     | Liverpool FC  | Premier League | 22         | 1          | 1     | 0     | 8            | 0            | —      | —      | 31     | 1      |
| 2019/20     | Liverpool FC  | Premier League | 9          | 1          | 1     | 0     | 1            | 0            | 2      | 1      | 13     | 2      |
| 2020/21     | Liverpool FC  | Premier League | 10         | 1          | 0     | 0     | 2            | 0            | 0      | 0      | 12     | 1      |
| 2021/22     | Liverpool FC  | Premier League | 31         | 3          | 5     | 0     | 7            | 0            | —      | —      | 43     | 3      |
| 2022/23     | Liverpool FC  | Premier League | 14         | 1          | 2     | 0     | 4            | 1            | 1      | 0      | 21     | 2      |
| 2023/24     | Liverpool FC  | Premier League | 10         | 0          | 1     | 0     | 3            | 0            | —      | —      | 14     | 0      |
| Club totaal | Club totaal   | Club totaal    | 150        | 9          | 15    | 0     | 33           | 1            | 3      | 1      | 201    | 11     |
| Totaal      | Totaal        | Totaal         | 344        | 26         | 31    | 2     | 79           | 5            | 5      | 1      | 459    | 34     |

Bijgewerkt t/m 26 februari 2024.

## Interlandcarrière
Matip werd op 23 december 2009 voor het eerst opgeroepen voor het nationaal elftal van Kameroen, voor het Afrikaans kampioenschap, maar hij weigerde de uitnodiging. Hij accepteerde wel de oproep voor de wedstrijden in maart 2010, nadat hij had besloten niet voor Duitsland, maar voor Kameroen uit te komen. Zijn eerste wedstrijd voor Kameroen was een oefeninterland tegen Italië op 3 maart 2010. Bij de rust van het doelpuntloze wedstrijd verving hij Dorge Kouemaha. Enkele maanden later maakte hij deel uit van de selectie op het WK 2010 in Zuid-Afrika. Kameroen verloor alle wedstrijden. Matip kwam enkel in actie in de eerste wedstrijd, tegen Japan, waarin hij na 63 minuten vervangen werd door Achille Emana. Dat was Matips vijfde interland en zijn eerste basisplaats voor Kameroen. Vier jaar later nam hij met Kameroen ook deel aan het WK 2014 in Brazilië. Opnieuw verloor Kameroen alle wedstrijden. Matip bleef op de bank in de eerste wedstrijd tegen Mexico, maar speelde de volledige wedstrijd tegen Kroatië en het gastland. In de wedstrijd tegen Brazilië verzorgde Matip het enige doelpunt van het toernooi van Kameroen.
Na het WK 2014 miste Matip het Afrikaans kampioenschap 2015 en speelde hij voor Kameroen enkel de Afrikaans kampioenschap-kwalificatiewedstrijd tegen Gambia in september 2015, omdat hij in die wedstrijd slechte ervaringen met de technische staf gehad zou hebben. Hij weigerde een oproep voor het Afrikaans kampioenschap 2017, het toernooi dat uiteindelijk gewonnen zou worden door Kameroen. De Kameroense voetbalbond kon niet bevestigen of Matip gedurende het toernooi in actie kon komen voor zijn club Liverpool, omdat hij geen brief zou hebben gestuurd waarin hij liet weten zijn interlandcarrière te beëindigen. Hierdoor miste Matip in clubverband wedstrijden tegen Manchester United en Plymouth Argyle. Voorafgaand aan het Afrikaans kampioenschap 2019 werd door Kameroen een poging gedaan Matip te overtuigen om weer interlandwedstrijden te spelen.
| Interlands van Joël Matip voor Kameroen | Interlands van Joël Matip voor Kameroen | Interlands van Joël Matip voor Kameroen | Interlands van Joël Matip voor Kameroen | Interlands van Joël Matip voor Kameroen | Interlands van Joël Matip voor Kameroen |
| No.                                     | Datum                                   | Wedstrijd                               | Uitslag                                 | Competitie                              | Goals                                   |
| 27                                      | Als speler bij Schalke 04               | Als speler bij Schalke 04               | Als speler bij Schalke 04               | Als speler bij Schalke 04               | 1                                       |
| --------------------------------------- | --------------------------------------- | --------------------------------------- | --------------------------------------- | --------------------------------------- | --------------------------------------- |
| 1.                                      | 3 maart 2010                            | Italië – Kameroen                       | 0 – 0                                   | Vriendschappelijk                       |                                         |
| 2.                                      | 25 mei 2010                             | Georgië – Kameroen                      | 0 – 0                                   | Vriendschappelijk                       |                                         |
| 3.                                      | 29 mei 2010                             | Slowakije – Kameroen                    | 1 – 1                                   | Vriendschappelijk                       |                                         |
| 4.                                      | 5 juni 2010                             | Servië – Kameroen                       | 4 – 3                                   | Vriendschappelijk                       |                                         |
| 5.                                      | 14 juni 2010                            | Japan – Kameroen                        | 1 – 0                                   | WK 2010                                 |                                         |
| 6.                                      | 11 augustus 2010                        | Polen – Kameroen                        | 0 – 3                                   | Vriendschappelijk                       |                                         |
| 7.                                      | 9 februari 2011                         | Noord-Macedonië – Kameroen              | 0 – 1                                   | Vriendschappelijk                       |                                         |
| 8.                                      | 11 november 2011                        | Kameroen – Soedan                       | 3 – 1                                   | Vriendschappelijk                       |                                         |
| 9.                                      | 13 november 2011                        | Marokko – Kameroen                      | 1 – 1 (1–3 n.s.)                        | Vriendschappelijk                       |                                         |
| 10.                                     | 29 februari 2012                        | Guinee-Bissau – Kameroen                | 0 – 1                                   | Kwalificatie Afrika Cup 2013            |                                         |
| 11.                                     | 26 mei 2012                             | Guinee – Kameroen                       | 1 – 2                                   | Vriendschappelijk                       |                                         |
| 12.                                     | 14 oktober 2012                         | Kameroen – Kaapverdië                   | 2 – 1                                   | Kwalificatie Afrika Cup 2013            |                                         |
| 13.                                     | 14 november 2012                        | Albanië – Kameroen                      | 0 – 0                                   | Vriendschappelijk                       |                                         |
| 14.                                     | 23 maart 2013                           | Kameroen – Togo                         | 2 – 1                                   | Kwalificatie WK 2014                    |                                         |
| 15.                                     | 2 juni 2013                             | Oekraïne – Kameroen                     | 0 – 0                                   | Vriendschappelijk                       |                                         |
| 16.                                     | 9 juni 2013                             | Togo – Kameroen                         | 0 – 3                                   | Kwalificatie WK 2014                    |                                         |
| 17.                                     | 16 juni 2013                            | Congo-Kinshasa – Kameroen               | 0 – 0                                   | Kwalificatie WK 2014                    |                                         |
| 18.                                     | 8 september 2013                        | Kameroen – Libië                        | 1 – 0                                   | Kwalificatie WK 2014                    |                                         |
| 19.                                     | 13 oktober 2013                         | Tunesië – Cambodja                      | 0 – 0                                   | Kwalificatie WK 2014                    |                                         |
| 20.                                     | 5 maart 2014                            | Portugal – Cambodja                     | 5 – 1                                   | Vriendschappelijk                       |                                         |
| 21.                                     | 26 mei 2014                             | Noord-Macedonië – Kameroen              | 0 – 2                                   | Vriendschappelijk                       |                                         |
| 22.                                     | 29 mei 2014                             | Kameroen – Paraguay                     | 1 – 2                                   | Vriendschappelijk                       |                                         |
| 23.                                     | 1 juni 2014                             | Duitsland – Kameroen                    | 2 – 2                                   | Vriendschappelijk                       |                                         |
| 24.                                     | 7 juni 2014                             | Kameroen – Moldavië                     | 1 – 0                                   | Vriendschappelijk                       |                                         |
| 25.                                     | 19 juni 2014                            | Kameroen – Kroatië                      | 0 – 4                                   | WK 2014                                 |                                         |
| 26.                                     | 23 juni 2014                            | Kameroen – Brazilië                     | 1 – 4                                   | WK 2014                                 | 26'                                     |
| 27.                                     | 6 september 2015                        | Gambia – Kameroen                       | 0 – 1                                   | Kwalificatie Afrika Cup 2017            |                                         |

## Familie
Matip is de zoon van een Duitse moeder en een Kameroens voormalig voetballer, Jean Matip. Hij is de broer van Marvin Matip, die eveneens voetbalt. Hij is de neef van 52-voudig Kameroens international Joseph-Désiré Job.

## Erelijst
| Competitie            |            |                  |            |            |
| Competitie            | Aantal     | Jaren            |            |            |
| Schalke 04            | Schalke 04 | Schalke 04       | Schalke 04 | Schalke 04 |
| --------------------- | ---------- | ---------------- | ---------- | ---------- |
| DFB-Pokal             | 1x         | 2010/11          |            |            |
| DFL-Supercup          | 1x         | 2011             |            |            |
| Liverpool             |            |                  |            |            |
| UEFA Champions League | 1x         | 2018/19          |            |            |
| UEFA Super Cup        | 1x         | 2019             |            |            |
| FIFA Club World Cup   | 1x         | 2019             |            |            |
| Premier League        | 1x         | 2019/20          |            |            |
| EFL Cup               | 2x         | 2021/22, 2023/24 |            |            |
| FA Cup                | 1x         | 2021/22          |            |            |
| FA Community Shield   | 1x         | 2022             |            |            |

1 Alisson ·
2 Gomez ·
3 Endo ·
4 Van Dijk  ·
5 Konaté ·
6 Kerkez ·
7 Wirtz ·
8 Szoboszlai ·
10 Mac Allister ·
11 Salah ·
12 Bradley ·
14 Chiesa ·
17 Jones ·
18 Gakpo ·
19 Elliott ·
21 Tsimikas ·
22 Ekitike ·
25 Mamardashvili ·
26 Robertson ·
28 Woodman ·
30 Frimpong ·
38 Gravenberch ·
41 Pécsi ·
42 Nyoni ·
43 Bajcetic ·
46 Williams ·
47 Ramsay ·
50 Doak ·
80 Morton ·
Coach: Slot
· Assistent-coach: van Bronckhorst
· Assistent-coach: Briggs
· Assistent-coach: Hulshoff
· Keeperstrainer: Valero
1 Feudjou ·
2 Assou-Ekotto ·
3 N'Koulou ·
4 Djeugoué ·
5 Nounkeu ·
6 Song ·
7 N'Guémo ·
8 Moukandjo ·
9 Eto'o ·
10 Aboubakar ·
11 Makoun ·
12 Bedimo ·
13 Choupo-Moting ·
14 Chedjou ·
15 Webó ·
16 Itandje ·
17 Mbia ·
18 Enoh ·
19 Olinga ·
20 Salli ·
21 Matip ·
22 Nyom ·
23 N'Djock ·
Coach: Finke